# Ильичёвка (Владимирская область)
Ильичёвка — опустевшая деревня в Гусь-Хрустальном районе Владимирской области России, входит в состав Уляхинского сельского поселения.

## География
Деревня расположена на берегу речки Нинур в 3 км на запад от центра поселения деревни Уляхино и в 43 км на юг от Гусь-Хрустального.

## История
С 1926 года деревня входила в состав Гусевского уезда Владимирской губернии. В 1926 году в деревне числилось 23 двора.
С 1929 года деревня входила в состав Уляхинского сельсовета Гусь-Хрустального района, с 1935 года — в составе Курловского района, с 1963 года — в составе Гусь-Хрустального района, с 2005 года — в составе Уляхинского сельского поселения.

## Население
| 1926 | 2002 | 2010 | 2021 |
| ---- | ---- | ---- | ---- |
| 119  | ↘0   | →0   | ↗1   |